# Minuartia formosa
Minuartia formosa är en nejlikväxtart som först beskrevs av Edward Fenzl, och fick sitt nu gällande namn av Johannes Mattfeld. Minuartia formosa ingår i släktet nörlar, och familjen nejlikväxter. Inga underarter finns listade i Catalogue of Life.